# 나가라가와 철도
나가라가와 철도(일본어: 長良川鉄道)은 일본 기후현 세키시에 본사를 둔 제3 섹터 방식의 철도 회사이다.
기후현이나 구조시 등이 출자해, 일본국유철도 특정 지방 교통선이었던 철도 노선인 에쓰미난 선을 운영하고 있다.

## 역사
- 1986년
  - 8월 28일 : 설립.
  - 12월 11일 : 에쓰미난 선 개업. 일본국유철도선 ((現) JR 도카이)과의 연락 운행 개시.
- 2002년 8월 1일 : JR 도카이와의 연락 운행은 연락 정기권 취급으로만 축소.

## 노선
- 에쓰미난 선 : 미노오타 - 호쿠노 72.1km (제 1 종 철도 사업자)